# NGC 6549
NGC 6549 је спирална галаксија у сазвежђу Херкул која се налази на NGC листи објеката дубоког неба.
Деклинација објекта је + 18° 32' 16" а ректасцензија 18h 5m 49,4s. Привидна величина (магнитуда) објекта NGC 6549 износи 14,0 а фотографска магнитуда 14,8. Налази се на удаљености од 23,0000 милиона парсека од Сунца. NGC 6549 је још познат и под ознакама NGC 6550, UGC 11114, MCG 3-46-12, CGCG 113-19, KCPG 529A, PGC 61399.